# Комбре (Аверон)
Комбре (фр. Combret) насеље је и општина у јужној Француској у региону Миди Пирене, у департману Аверон која припада префектури Мијо.
По подацима из 2011. године у општини је живело 305 становника, а густина насељености је износила 6,12 становника/km². Општина се простире на површини од 49,85 km². Налази се на средњој надморској висини од 370 метара (максималној 919 m, а минималној 326 m).

## Демографија
| 1962. | 1968. | 1975. | 1982. | 1990. | 1999. | 2011. |
| ----- | ----- | ----- | ----- | ----- | ----- | ----- |
| 392   | 462   | 370   | 327   | 271   | 296   | 305   |

График промене броја становника у току последњих година